# Le ricette del convento
Le ricette del convento è un programma televisivo italiano di genere culinario, trasmesso su Food Network a partire dal 2022.

## Format
In ogni puntata don Salvatore Pellegrino (di Belpasso), don Anselmo Lipari (di Alcamo) e don Riccardo Tumminello (di Monreale) preparano varie ricette, all'interno della Basilica abbaziale di San Martino delle Scale, avvalendosi di antichi ricettari.
Il programma ha avuto inizio il 7 maggio 2022 e, assieme a La cucina delle monache (sempre di Food Network), rientra nel filone dei format culinari ambientati in contesti ecclesiastici, inaugurato nel 2010 dalla trasmissione Quel che passa il convento di TV2000.